# فهرست برترین گلزنان فوتبال ملی مردان بر پایه کشور

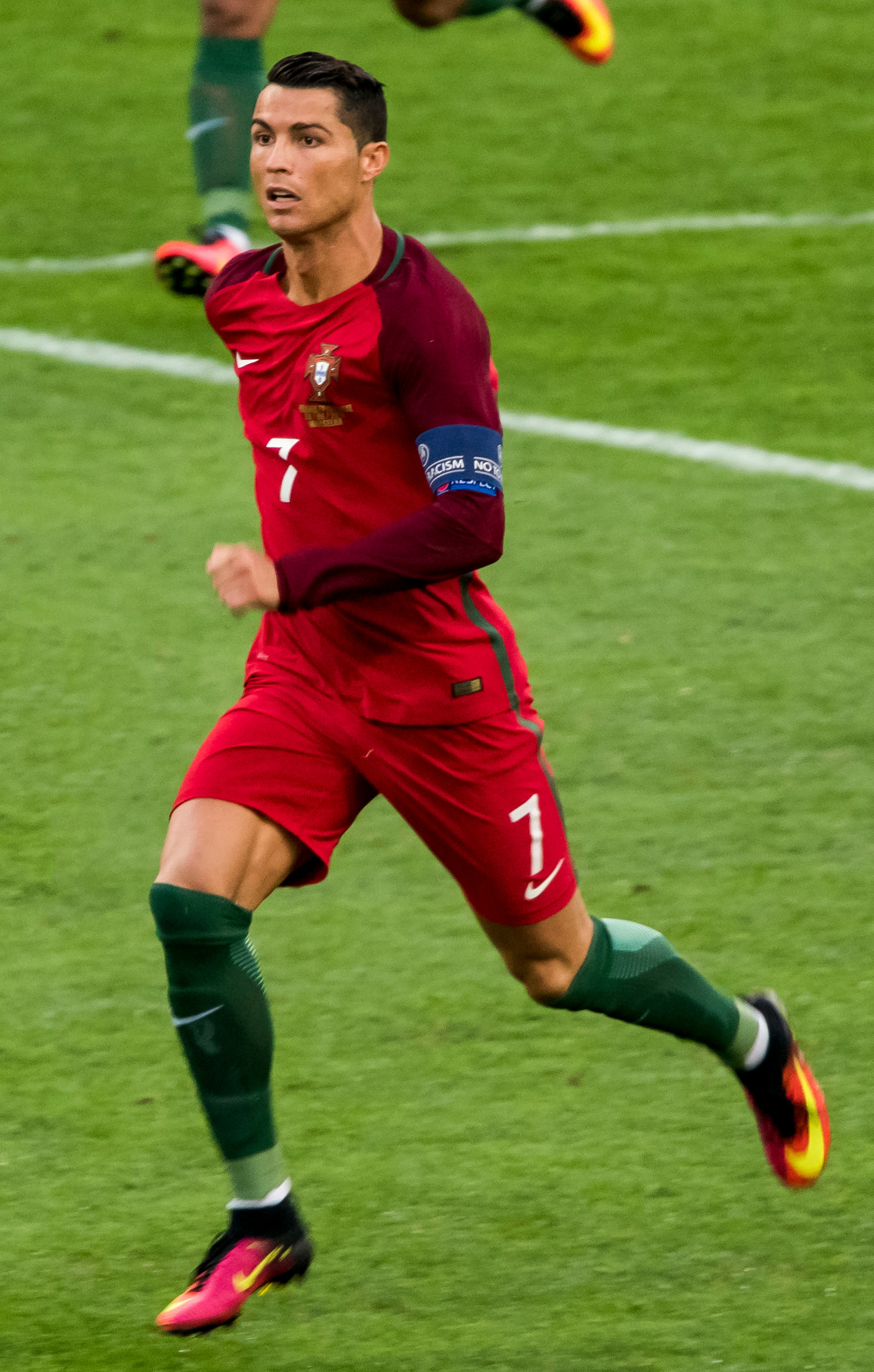
کریستیانو رونالدو از پرتغال بهترین گلزن تاریخ تیم‌های ملی مردان است

این مقاله فهرست برترین گلزنان تاریخ تیم‌های ملی فوتبال مردان بر پایه هر کشور است. این فهرستی از برترین گلزنان ملی نیست زیرا ممکن است یک کشور بازیکنانی با گل‌های بیشتر نسبت به برترین گلزن یک کشور دیگر داشته باشد. این فهرست به سادگی تنها گلزن برتر هر کشور را فهرست می‌کند.
در حال حاضر کریستیانو رونالدو با ۱۳۸ گل بهترین گلزن ملی فوتبال جهان هست.

## فهرست گلزنان برتر
- بازیکنانی که پررنگ هستند همچنان در زمینهٔ ملی فعال هستند.

| رتبه | بازیکن                    | کشور                      | معدل گل در هر بازی | گل ملی | بازی | اولین بازی      | آخرین بازی      | منبع    |
| ---- | ------------------------- | ------------------------- | ------------------ | ------ | ---- | --------------- | --------------- | ------- |
| ۱    | کریستیانو رونالدو         | پرتغال                    | ۰٫۶۲               | ۱۳۸    | ۲۲۱  | ۲۰ اوت ۲۰۰۳     | ۱۵ ژوئن ۲۰۲۵    | [ ۱ ]   |
| ۲    | لیونل مسی                 | آرژانتین                  | ۰٫۵۹               | ۱۱۲    | ۱۹۱  | ۱۷ اوت ۲۰۰۵     | ۱۹ نوامبر ۲۰۲۴  | [ ۲ ]   |
| ۳    | علی دایی                  | ایران                     | ۰٫۷۳               | ۱۰۹    | ۱۴۹  | ۶ ژوئن ۱۹۹۳     | ۲۱ ژوئن ۲۰۰۶    | [ ۳ ]   |
| ۴    | سونیل چتری                | هند                       | ۰٫۶۲               | ۹۴     | ۱۵۱  | ۱۲ ژوئن ۲۰۰۵    | ۶ ژوئن ۲۰۲۴     | [ ۴ ]   |
| ۵    | مختار داهاری              | مالزی                     | ۰٫۶۴               | ۸۹     | ۱۴۲  | ۵ ژوئن ۱۹۷۲     | ۱۹ مه ۱۹۸۵      | [ ۵ ]   |
| ۶    | علی مبخوت                 | امارات متحدهٔ عربی         | ۰٫۷۵               | ۸۵     | ۱۱۴  | ۱۵ نوامبر ۲۰۰۹  | ۳۰ دسامبر ۲۰۲۳  | [ ۶ ]   |
| ۶    | روملو لوکاکو              | بلژیک                     | ۰٫۷۱               | ۸۵     | ۱۱۹  | ۳ مارس ۲۰۱۰     | ۱۴ نوامبر ۲۰۲۴  | [ ۷ ]   |
| ۶    | روبرت لواندوفسکی          | لهستان                    | ۰٫۵۴               | ۸۵     | ۱۵۸  | ۱۰ سپتامبر ۲۰۰۸ | ۱۵ اکتبر ۲۰۲۴   |         |
| ۷    | فرانس پوشکاش              | مجارستان                  | ۰٫۹۹               | ۸۴     | ۸۵   | ۲۰ اوت ۱۹۴۵     | ۱۴ اکتبر ۱۹۵۶   | [ ۸ ]   |
| ۸    | گادفری چیتالو             | زامبیا                    | ۰٫۷۱               | ۷۹     | ۱۱۱  | ۲۹ ژوئن ۱۹۶۸    | ۱۲ دسامبر ۱۹۸۰  | [ ۹ ]   |
| ۹    | نیمار                     | برزیل                     | ۰٫۶۲               | ۷۹     | ۱۲۸  | ۱۸ اکتبر ۲۰۱۰   | ۱۷ اکتبر ۲۰۲۳   | [ ۱۰ ]  |
| ۱۰   | حسین سعید                 | عراق                      | ۰٫۷                | ۷۸     | ۱۱۱  | ۵ سپتامبر ۱۹۷۶  | ۳ مارس ۱۹۹۰     | [ ۱۱ ]  |
| ۱۱   | کونیشیگه کاماموتو         | ژاپن                      | ۰٫۹۹               | ۷۵     | ۷۶   | ۳ مارس ۱۹۶۴     | ۱۵ ژوئن ۱۹۷۷    | [ ۱۲ ]  |
| ۱۱   | بشار عبدالله              | کویت                      | ۰٫۵۶               | ۷۵     | ۱۳۴  | ۱۶ مارس ۱۹۹۶    | ۲۶ مه ۲۰۱۸      | [ ۱۳ ]  |
| ۱۲   | ماجد عبدالله              | عربستان سعودی             | ۰٫۶۲               | ۷۲     | ۱۱۷  | ۱۰ دسامبر ۱۹۷۸  | ۲۹ ژوئن ۱۹۹۴    | [ ۱۴ ]  |
| ۱۳   | کینا پیری                 | مالاوی                    | ۰٫۶۱               | ۷۱     | ۱۱۷  | ۸ ژوئیه ۱۹۷۳    | ۲۰ نوامبر ۱۹۸۱  | [ ۱۵ ]  |
| ۱۳   | کیاتیسوک سناموانگ         | تایلند                    | ۰٫۵۳               | ۷۱     | ۱۳۴  | ۸ آوریل ۱۹۹۳    | ۳ اکتبر ۲۰۰۷    | [ ۱۶ ]  |
| ۱۳   | میروسلاو کلوزه            | آلمان                     | ۰٫۵۲               | ۷۱     | ۱۳۷  | ۲۴ مارس ۲۰۰۱    | ۱۳ ژوئیه ۲۰۱۴   | [ ۱۷ ]  |
| ۱۴   | عبدالقادر                 | اندونزی                   | ۰٫۶۳               | ۷۰     | ۱۱۱  | ۱۱ اوت ۱۹۶۷     | ۷ مه ۱۹۷۹       | [ ۱۸ ]  |
| ۱۴   | استرن جان                 | ترینیداد و توباگو         | ۰٫۶۱               | ۷۰     | ۱۱۵  | ۱۵ فوریه ۱۹۹۵   | ۱۱ نوامبر ۲۰۱۱  | [ ۱۹ ]  |
| ۱۵   | هری کین                   | انگلستان                  | ۰٫۶۷               | ۷۲     | ۱۰۶  | ۲۷ مارس ۲۰۱۵    | ۱۷ نوامبر ۲۰۲۴  | [ ۲۰ ]  |
| ۱۵   | لوییس سوارز               | اروگوئه                   | ۰٫۴۸               | ۶۹     | ۱۴۳  | ۷ فوریه ۲۰۰۷    | ۶ سپتامبر ۲۰۲۴  | [ ۲۱ ]  |
| ۱۵   | حسام حسن                  | مصر                       | ۰٫۳۹               | ۶۹     | ۱۷۷  | ۱۰ سپتامبر ۱۹۸۵ | ۷ فوریه ۲۰۰۶    | [ ۲۲ ]  |
| ۱۶   | کارلوس رویز               | گواتمالا                  | ۰٫۵۱               | ۶۸     | ۱۳۳  | ۱۸ نوامبر ۱۹۹۸  | ۶ سپتامبر ۲۰۱۶  | [ ۲۳ ]  |
| ۱۶   | رابی کین                  | جمهوری ایرلند             | ۰٫۴۷               | ۶۸     | ۱۴۶  | ۲۵ مارس ۱۹۹۸    | ۳۱ اوت ۲۰۱۶     | [ ۲۴ ]  |
| ۱۷   | ادین ژکو                  | بوسنی و هرزگوین           | ۰٫۴۸               | ۶۷     | ۱۳۹  | ۲ ژوئن ۲۰۰۷     | ۱۶ اکتبر ۲۰۲۳   | [ ۲۵ ]  |
| ۱۸   | دیدیه دروگبا              | ساحل عاج                  | ۰٫۶۲               | ۶۵     | ۱۰۵  | ۸ سپتامبر ۲۰۰۲  | ۲۴ ژوئن ۲۰۱۴    | [ ۲۶ ]  |
| ۱۹   | زلاتان ابراهیموویچ        | سوئد                      | ۰٫۵۱               | ۶۲     | ۱۲۲  | ۳۱ ژانویه ۲۰۰۱  | ۲۴ مارس ۲۰۲۳    | [ ۲۷ ]  |
| ۲۰   | الکساندر میتروویچ         | صربستان                   | ۰٫۶                | ۵۹     | ۹۸   | ۷ ژوئن ۲۰۱۳     | ۱۸ نوامبر ۲۰۲۴  | [ ۲۸ ]  |
| ۲۰   | داوید ویا                 | اسپانیا                   | ۰٫۶                | ۵۹     | ۹۸   | ۹ فوریه ۲۰۰۵    | ۲ سپتامبر ۲۰۱۷  | [ ۲۹ ]  |
| ۲۰   | المعز علی                 | قطر                       | ۰٫۵                | ۵۹     | ۹۸   | ۲۱ دسامبر ۲۰۱۳  | ۱۹ نوامبر ۲۰۲۴  |         |
| ۲۱   | علی اشفق                  | مالدیو                    | ۰٫۵۹               | ۵۸     | ۹۸   | ۲۵ مارس ۲۰۰۳    | ۲۱ مارس ۲۰۲۳    | [ ۳۰ ]  |
| ۲۱   | چا بوم-کون                | کرهٔ جنوبی                 | ۰٫۴۳               | ۵۸     | ۱۳۶  | ۷ مه ۱۹۷۲       | ۱۰ ژوئن ۱۹۸۶    | [ ۳۱ ]  |
| ۲۲   | کارلوس پاوون              | هندوراس                   | ۰٫۵۶               | ۵۷     | ۱۰۱  | ۱۷ ژوئیه ۱۹۹۳   | ۱۶ ژوئن ۲۰۱۰    | [ ۳۲ ]  |
| ۲۲   | الیویه ژیرو               | فرانسه                    | ۰٫۴۲               | ۵۷     | ۱۳۷  | ۱۱ نوامبر ۲۰۱۱  | ۹ ژوئیه ۲۰۲۴    |         |
| ۲۲   | کلینت دمپسی               | ایالات متحده آمریکا       | ۰٫۴                | ۵۷     | ۱۴۱  | ۲۵ اکتبر ۲۰۰۰   | ۱۰ اکتبر ۲۰۱۴   | [ ۳۳ ]  |
| ۲۲   | لندون داناون              | ایالات متحده آمریکا       | ۰٫۳۶               | ۵۷     | ۱۵۷  | ۱۷ نوامبر ۲۰۰۴  | ۱۰ اکتبر ۲۰۱۷   | [ ۳۴ ]  |
| ۲۳   | ساموئل اتوئو              | کامرون                    | ۰٫۴۷               | ۵۶     | ۱۱۸  | ۹ مارس ۱۹۹۷     | ۱۳ ژوئن ۲۰۱۴    | [ ۳۵ ]  |
| ۲۴   | یان کولر                  | چک                        | ۰٫۶                | ۵۵     | ۹۱   | ۹ فوریه ۱۹۹۹    | ۵ سپتامبر ۲۰۰۹  | [ ۳۶ ]  |
| ۲۴   | فندی احمد                 | سنگاپور                   | ۰٫۵۴               | ۵۵     | ۱۰۱  | ۲۲ سپتامبر ۱۹۷۹ | ۱۸ اکتبر ۱۹۹۷   | [ ۳۷ ]  |
| ۲۴   | یواخیم اشرایش             | آلمان شرقی                | ۰٫۵۴               | ۵۵     | ۱۰۲  | ۸ دسامبر ۱۹۶۹   | ۲۰ اکتبر ۱۹۸۴   | [ ۳۸ ]  |
| ۲۵   | پل نیلسن                  | دانمارک                   | ۱٫۳۷               | ۵۲     | ۳۸   | ۵ مه ۱۹۱۰       | ۲۷ سپتامبر ۱۹۲۵ | [ ۳۹ ]  |
| ۲۵   | فیل یانگ‌هازبند            | فیلیپین                   | ۰٫۴۸               | ۵۲     | ۱۰۸  | ۱۲ نوامبر ۲۰۰۶  | ۱۶ ژانویه ۲۰۱۹  | [ ۴۰ ]  |
| ۲۵   | خاویر ارناندس             | مکزیک                     | ۰٫۴۸               | ۵۲     | ۱۰۹  | ۳۰ سپتامبر ۲۰۰۹ | ۶ سپتامبر ۲۰۱۹  | [ ۴۱ ]  |
| ۲۵   | یان دال توماسون           | دانمارک                   | ۰٫۴۶               | ۵۲     | ۱۱۲  | ۲۹ مارس ۱۹۹۷    | ۲۴ ژوئن ۲۰۱۰    | [ ۴۲ ]  |
| ۲۶   | لی کونگ وین               | ویتنام                    | ۰٫۶۱               | ۵۱     | ۸۳   | ۹ ژوئن ۲۰۰۴     | ۷ دسامبر ۲۰۱۶   | [ ۴۳ ]  |
| ۲۶   | آساموا ژیان               | غنا                       | ۰٫۴۷               | ۵۱     | ۱۰۹  | ۱۶ نوامبر ۲۰۰۳  | ۸ ژوئیه ۲۰۱۹    | [ ۴۴ ]  |
| ۲۶   | هاکان شوکور               | ترکیه                     | ۰٫۴۶               | ۵۱     | ۱۱۲  | ۲۵ مارس ۱۹۹۲    | ۱۷ اکتبر ۲۰۰۷   | [ ۴۵ ]  |
| ۲۶   | الکسیس سانچز              | شیلی                      | ۰٫۳۳               | ۵۱     | ۱۶۶  | ۲۷ آوریل ۲۰۰۶   | ۲۹ ژوئن ۲۰۲۴    | [ ۴۶ ]  |
| ۲۷   | روبین فان پرسی            | هلند                      | ۰٫۴۹               | ۵۰     | ۱۰۲  | ۴ ژوئن ۲۰۰۵     | ۳۱ اوت ۲۰۱۷     | [ ۴۷ ]  |
| ۲۷   | تیم کیهیل                 | استرالیا                  | ۰٫۴۶               | ۵۰     | ۱۰۸  | ۳۰ مارس ۲۰۰۴    | ۲۰ نوامبر ۲۰۱۸  | [ ۴۸ ]  |
| ۲۸   | هریستو بونو               | بلغارستان                 | ۰٫۶۲               | ۴۸     | ۷۸   | ۱۷ نوامبر ۱۹۹۹  | ۳ مارس ۲۰۱۰     | [ ۴۹ ]  |
| ۲۸   | دیمیتار برباتوف           | بلغارستان                 | ۰٫۵                | ۴۸     | ۹۶   | ۲۲ مارس ۱۹۶۷    | ۲۵ آوریل ۱۹۷۹   | [ ۵۰ ]  |
| ۲۸   | آندری شوچنکو              | اوکراین                   | ۰٫۴۳               | ۴۸     | ۱۱۱  | ۲۵ مارس ۱۹۹۵    | ۱۹ ژوئن ۲۰۱۲    | [ ۵۱ ]  |
| ۲۹   | رولاند فونسکا             | کاستاریکا                 | ۰٫۴۲               | ۴۷     | ۱۱۳  | ۲۷ مه ۱۹۹۲      | ۲۶ مارس ۲۰۱۱    | [ ۵۲ ]  |
| ۳۰   | اسماعیل عبداللطیف         | بحرین                     | ۰٫۳۷               | ۴۶     | ۱۲۳  | ۲۷ اکتبر ۲۰۰۵   | ۷ ژوئن ۲۰۲۱     | [ ۵۳ ]  |
| ۳۱   | داور شوکر                 | کرواسی                    | ۰٫۶۵               | ۴۵     | ۶۹   | ۲۲ دسامبر ۱۹۹۰  | ۳ ژوئن ۲۰۰۲     | [ ۵۴ ]  |
| ۳۲   | پیتر بایرس                | آنتیگوآ و باربودا         | ۰٫۴۸               | ۴۴     | ۹۱   | ۱۸ فوریه ۲۰۰۴   | ۸ ژوئن ۲۰۲۱     | [ ۵۵ ]  |
| ۳۲   | تونی پولستر               | اتریش                     | ۰٫۴۶               | ۴۴     | ۹۵   | ۱۷ نوامبر ۱۹۸۲  | ۱ سپتامبر ۲۰۰۰  | [ ۵۶ ]  |
| ۳۳   | سئوجیبتو سنترو            | اندونزی                   | ۰٫۶۷               | ۴۳     | ۶۴   | ۳ اوت ۱۹۶۵      | ۱۹ دسامبر ۱۹۷۰  | [ ۵۷ ]  |
| ۳۳   | هانی الضابط               | عمان                      | ۰٫۴۲               | ۴۳     | ۱۰۲  | ۲۵ مارس ۱۹۹۷    | ۱۴ نوامبر ۲۰۱۴  | [ ۵۸ ]  |
| ۳۳   | لوئیس تآدا                | پاناما                    | ۰٫۴                | ۴۳     | ۱۰۸  | ۵ اوت ۲۰۰۱      | ۲۸ ژوئن ۲۰۱۸    | [ ۵۹ ]  |
| ۳۴   | الکساندر فری              | سوئیس                     | ۰٫۵                | ۴۲     | ۸۴   | ۲۴ مارس ۲۰۰۱    | ۲۶ مارس ۲۰۱۱    | [ ۶۰ ]  |
| ۳۴   | اولگ بلوخین               | اتحاد جماهیر شوروی        | ۰٫۳۸               | ۴۲     | ۱۱۲  | ۱۶ ژوئیه ۱۹۷۲   | ۲۱ سپتامبر ۱۹۸۸ | [ ۶۱ ]  |
| ۳۴   | مایکل مایفسود             | مالت                      | ۰٫۲۹               | ۴۲     | ۱۴۳  | ۱۰ فوریه ۲۰۰۰   | ۱۱ نوامبر ۲۰۲۰  | [ ۶۲ ]  |
| ۳۵   | هائو هایدونگ              | چین                       | ۰٫۳۹               | ۴۱     | ۱۰۶  | ۲۲ اوت ۱۹۹۲     | ۱۷ نوامبر ۲۰۰۴  | [ ۶۳ ]  |
| ۶۳   | چان سیو کی                | هنگ کنگ                   | ۰٫۵۷               | ۴۰     | ۷۰   | ۳۰ نوامبر ۲۰۰۴  | ۵ سپتامبر ۲۰۱۷  | -       |
| ۶۵   | رائول دیاز آرچه           | السالوادور                | ۰٫۵۹               | ۳۹     | ۶۶   | ۱۴ آوریل ۱۹۹۱   | ۲ سپتامبر ۲۰۰۰  | [ ۶۵ ]  |
| ۶۵   | اکوا                      | آنگولا                    | ۰٫۵                | ۳۹     | ۷۸   | ۸ ژانویه ۱۹۹۵   | ۲۱ ژوئن ۲۰۰۶    | [ ۶۶ ]  |
| ۶۶   | پائولو گررو               | پرو                       | ۰٫۳۷               | ۳۸     | ۱۰۴  | ۹ اکتبر ۲۰۰۴    | ۸ ژوئن ۲۰۲۱     | [ ۶۷ ]  |
| ۶۶   | گوران پاندف               | مقدونیه شمالی             | ۰٫۳۲               | ۳۸     | ۱۲۰  | ۶ ژوئن ۲۰۰۱     | ۱۳ ژوئن ۲۰۲۱    | [ ۶۸ ]  |
| ۶۶   | آندرس اوپر                | استونی                    | ۰٫۲۸               | ۳۸     | ۱۳۴  | ۱۹ مه ۱۹۹۵      | ۲۶ مه ۲۰۱۴      | [ ۶۹ ]  |
| ۶۹   | رشیدی یکینی               | نیجریه                    | ۰٫۶                | ۳۷     | ۶۲   | ۳۰ اکتبر ۱۹۸۳   | ۲۸ ژوئن ۱۹۹۸    | [ ۷۰ ]  |
| ۶۹   | ایمانوئل سانون            | هائیتی                    | ۰٫۵۷               | ۳۷     | ۶۵   | ۱۴ آوریل ۱۹۷۰   | ۱۵ نوامبر ۱۹۸۱  | [ ۷۱ ]  |
| ۶۹   | ریکی چارلز                | گرنادا                    | ۰٫۵۲               | ۳۷     | ۷۱   | ۲۱ مارس ۱۹۹۵    | ۱۳ ژوئن ۲۰۱۱    | [ ۷۲ ]  |
| ۶۹   | پیتر اندلوو               | زیمبابوه                  | ۰٫۴۶               | ۳۷     | ۸۱   | ۲۵ اوت ۱۹۹۰     | ۲۵ مارس ۲۰۰۷    | [ ۷۳ ]  |
| ۷۳   | میو هلیانگ وین            | میانمار                   | ۰٫۵۷               | ۳۶     | ۶۳   | ۲۵ نوامبر ۱۹۹۲  | ۱۵ ژانویه ۲۰۰۵  | [ ۷۴ ]  |
| ۷۳   | فراس الخطیب               | سوریه                     | ۰٫۵                | ۳۶     | ۷۲   | ۴ مه ۲۰۰۱       | ۵ سپتامبر ۲۰۱۹  | [ ۷۵ ]  |
| ۷۳   | عبدالحفیظ تاسوافت         | الجزایر                   | ۰٫۴۵               | ۳۶     | ۸۰   | ۱۱ دسامبر ۱۹۹۰  | ۲۸ ژانویه ۲۰۰۲  | [ ۷۶ ]  |
| ۷۳   | عصام جمعه                 | تونس                      | ۰٫۴۳               | ۳۶     | ۸۴   | ۲۷ مه ۲۰۰۵      | ۱۰ اکتبر ۲۰۱۴   | [ ۷۷ ]  |
| ۷۳   | احمد فرس                  | مراکش                     | ۰٫۳۸               | ۳۶     | ۹۴   | ۱۹ آوریل ۱۹۶۶   | ۹ دسامبر ۱۹۷۹   | [ ۷۸ ]  |
| ۷۳   | دیوید هیلی                | ایرلند شمالی              | ۰٫۳۸               | ۳۶     | ۹۵   | ۲۳ فوریه ۲۰۰۰   | ۲۶ مارس ۲۰۱۳    | [ ۷۹ ]  |
| ۷۹   | لوئیجی ریوا               | ایتالیا                   | ۰٫۸۳               | ۳۵     | ۴۲   | ۲۷ ژوئن ۱۹۶۵    | ۱۹ ژوئن ۱۹۷۴    | [ ۸۰ ]  |
| ۷۹   | علی البیسکی               | لیبی                      | ۰٫۸                | ۳۵     | ۴۴   | ۸ سپتامبر ۱۹۶۱  | ۱۹۷۰            |         |
| ۷۹   | ویلیام اوما               | کنیا                      | ۰٫۵۳               | ۳۵     | ۶۶   | ۲۸ فوریه ۱۹۶۵   | ۲۲ ژانویه ۱۹۷۷  | [ ۸۱ ]  |
| ۷۹   | لوتن شلتن                 | جامائیکا                  | ۰٫۴۷               | ۳۵     | ۷۵   | ۲ اکتبر ۲۰۰۴    | ۱۰ سپتامبر ۲۰۱۳ | [ ۸۲ ]  |
| ۷۹   | آدریان موتو               | رومانی                    | ۰٫۴۵               | ۳۵     | ۷۷   | ۲۹ مارس ۲۰۰۰    | ۲۶ مارس ۲۰۱۳    | [ ۸۳ ]  |
| ۷۹   | گئورگی هاجی               | رومانی                    | ۰٫۲۸               | ۳۵     | ۱۲۴  | ۱۰ اوت ۱۹۸۳     | ۲۴ ژوئن ۲۰۰۰    | [ ۸۴ ]  |
| ۷۹   | زلاتکو زاهوویچ            | اسلوونی                   | ۰٫۴۴               | ۳۵     | ۸۰   | ۱۸ نوامبر ۱۹۹۲  | ۲۸ آوریل ۲۰۰۴   | [ ۸۵ ]  |
| ۷۹   | رادامل فالکائو            | کلمبیا                    | ۰٫۳۸               | ۳۵     | ۹۱   | ۷ فوریه ۲۰۰۷    | ۱۳ اکتبر ۲۰۲۰   | [ ۸۶ ]  |
| ۸۶   | کامینز میناپی             | جزایر سلیمان              | ۰٫۹۴               | ۳۴     | ۳۶   | ۲۱ ژوئن ۲۰۰۰    | ۷ سپتامبر ۲۰۰۷  | [ ۸۷ ]  |
| ۸۶   | ماکسیم شاتسکیخ            | ازبکستان                  | ۰٫۵۶               | ۳۴     | ۶۱   | ۱۸ اوت ۱۹۹۹     | ۲۹ مه ۲۰۱۴      | [ ۸۸ ]  |
| ۸۶   | مومونی داگانو             | بورکینافاسو               | ۰٫۴۱               | ۳۴     | ۸۳   | ۲۳ اوت ۱۹۹۸     | ۱۰ فوریه ۲۰۱۳   | [ ۸۹ ]  |
| ۸۹   | یورگن یووه                | نروژ                      | ۰٫۷۳               | ۳۳     | ۴۵   | ۳ ژوئن ۱۹۲۸     | ۱۳ ژوئن ۱۹۳۷    | [ ۹۰ ]  |
| ۸۹   | ابراهیما کاندیا دیالو     | گینه                      | ۰٫۵۹               | ۳۳     | ۵۶   | ۲ اکتبر ۱۹۶۰    | ۱۶ ژانویه ۱۹۷۳  | [ ۹۱ ]  |
| ۸۹   | مردوخای اشپیگلر           | اسرائیل                   | ۰٫۴                | ۳۳     | ۸۳   | ۲۶ مه ۱۹۶۴      | ۲۰ مارس ۱۹۷۷    | [ ۹۲ ]  |
| ۸۹   | گرت بیل                   | ولز                       | ۰٫۳۵               | ۴۰     | ۹۳   | ۲۷ مه ۲۰۰۶      | ۱۲ ژوئن ۲۰۲۱    | [ ۹۳ ]  |
| ۹۳   | شاندل ساموئل              | سنت وینسنت و گرنادین‌ها    | ۰٫۵۱               | ۳۲     | ۶۳   | ۱۴ مارس ۲۰۰۱    | ۲۵ مارس ۲۰۱۶    | [ ۹۴ ]  |
| ۹۳   | میچلیس کونستانتینو        | قبرس                      | ۰٫۳۸               | ۳۲     | ۸۴   | ۱۴ فوریه ۱۹۹۷   | ۱۲ اکتبر ۲۰۱۲   | [ ۹۵ ]  |
| ۹۳   | امانوئل آدبایور           | توگو                      | ۰٫۳۷               | ۳۲     | ۸۷   | ۸ ژوئیه ۲۰۰۰    | ۲۴ مارس ۲۰۱۹    | [ ۹۶ ]  |
| ۹۳   | روکه سانتا کروز           | پاراگوئه                  | ۰٫۲۹               | ۳۲     | ۱۱۲  | ۲۸ آوریل ۱۹۹۹   | ۱۰ نوامبر ۲۰۱۶  | [ ۹۷ ]  |
| ۹۳   | یاری لیتمانن              | فنلاند                    | ۰٫۲۳               | ۳۲     | ۱۳۷  | ۲۲ اکتبر ۱۹۸۹   | ۱۷ نوامبر ۲۰۱۰  | [ ۹۸ ]  |
| ۹۸   | ایسالا ماسی               | فیجی                      | ۰٫۹۱               | ۳۱     | ۳۴   | ۷ ژوئن ۱۹۹۷     | ۱۴ اوت ۲۰۰۵     | [ ۹۹ ]  |
| ۹۸   | انر والنسیا               | اکوادور                   | ۰٫۵۳               | ۳۱     | ۵۸   | ۲۹ فوریه ۲۰۱۲   | ۱۳ ژوئن ۲۰۲۱    | [ ۱۰۰ ] |
| ۹۸   | آگوستین دلگادو            | اکوادور                   | ۰٫۴۴               | ۳۱     | ۷۱   | ۱۷ اوت ۱۹۹۴     | ۲۵ ژوئن ۲۰۰۶    | [ ۱۰۱ ] |
| ۹۸   | استفان یووتیچ             | مونته‌نگرو                 | ۰٫۵۱               | ۳۱     | ۶۱   | ۲۴ مارس ۲۰۰۷    | ۳۰ مارس ۲۰۲۱    | [ ۱۰۲ ] |
| ۹۸   | بنی مک‌کارتی               | آفریقای جنوبی             | ۰٫۳۹               | ۳۱     | ۷۹   | ۴ ژوئن ۱۹۹۷     | ۲۷ مه ۲۰۱۰      | [ ۱۰۳ ] |
| ۹۸   | سالومون روندون            | ونزوئلا                   | ۰٫۳۸               | ۳۱     | ۸۲   | ۳ فوریه ۲۰۰۸    | ۱۷ نوامبر ۲۰۲۰  | [ ۱۰۴ ] |
| ۱۰۳  | گتانه کبده                | اتیوپی                    | ۰٫۵۵               | ۳۰     | ۵۵   | ۴ دسامبر ۲۰۱۰   | ۳۰ مارس ۲۰۲۱    | [ ۱۰۵ ] |
| ۱۰۳  | دنیس لا                   | اسکاتلند                  | ۰٫۵۵               | ۳۰     | ۵۵   | ۱۸ اکتبر ۱۹۵۸   | ۱۴ ژوئن ۱۹۷۴    | [ ۱۰۶ ] |
| ۱۰۳  | کنی دالگلیش               | اسکاتلند                  | ۰٫۲۹               | ۳۰     | ۱۰۲  | ۱۰ نوامبر ۱۹۷۱  | ۱۲ نوامبر ۱۹۸۶  | [ ۱۰۷ ] |
| ۱۰۳  | لستر موره                 | کوبا                      | ۰٫۵                | ۳۰     | ۶۰   | ۱۲ مه ۱۹۹۶      | ۸ ژوئن ۲۰۰۷     | [ ۱۰۸ ] |
| ۱۰۳  | حسن عبدالفتاح             | اردن                      | ۰٫۳۴               | ۳۰     | ۸۸   | ۳۱ مارس ۲۰۰۴    | ۱۳ اکتبر ۲۰۱۵   | [ ۱۰۹ ] |
| ۱۰۳  | هنریخ مخیتاریان           | ارمنستان                  | ۰٫۳۴               | ۳۰     | ۸۸   | ۱۴ ژانویه ۲۰۰۷  | ۱۴ اکتبر ۲۰۲۰   | [ ۱۱۰ ] |
| ۱۰۳  | تیکو تیکو                 | موزامبیک                  | ۰٫۳۲               | ۳۰     | ۹۴   | ۱۶ اوت ۱۹۹۲     | ۲۰ ژانویه ۲۰۱۰  | [ ۱۱۱ ] |
| ۱۰۹  | علی النونو                | یمن                       | ۰٫۵۷               | ۲۹     | ۵۱   | ۱۰ فوریه ۲۰۰۰   | ۲۸ نوامبر ۲۰۱۰  | [ ۱۱۲ ] |
| ۱۰۹  | نیکوس آناسنتوپولوس        | یونان                     | ۰٫۳۹               | ۲۹     | ۷۴   | ۲۱ سپتامبر ۱۹۷۷ | ۲ نوامبر ۱۹۸۸   |         |
| ۱۰۹  | هنری کامرا                | سنگال                     | ۰٫۲۹               | ۲۹     | ۹۹   | ۲۸ فوریه ۱۹۹۹   | ۱۱ اکتبر ۲۰۰۸   | [ ۱۱۳ ] |
| ۱۰۹  | ماریس ورپاکوفسکیس         | لتونی                     | ۰٫۲۸               | ۲۹     | ۱۰۴  | ۹ ژوئن ۱۹۹۹     | ۲۹ مه ۲۰۱۴      | [ ۱۱۴ ] |
| ۱۱۳  | وان کوونی                 | نیوزیلند                  | ۰٫۴۴               | ۲۸     | ۶۴   | ۷ مه ۱۹۹۲       | ۴ ژوئن ۲۰۰۶     | [ ۱۱۵ ] |
| ۱۱۴  | Nasr Eddin Abbas          | سودان                     | ۰٫۵۲               | ۲۷     | ۵۲   | ۱۹۶۳            | ۱۹۷۲            |         |
| ۱۱۴  | دیون مک‌کولی               | بلیز                      | ۰٫۴۸               | ۲۷     | ۵۶   | ۸ فوریه ۲۰۰۷    | ۴ ژوئن ۲۰۲۱     | [ ۱۱۶ ] |
| ۱۱۴  | کاسون جایاسوریا           | سری‌لانکا                  | ۰٫۴۸               | ۲۷     | ۵۶   | ۲۳ آوریل ۱۹۹۹   | ۱۱ دسامبر ۲۰۰۹  | [ ۱۱۷ ] |
| ۱۱۴  | پیر امریک اوبامیانگ       | گابن                      | ۰٫۴۱               | ۲۷     | ۶۶   | ۲۸ مارس ۲۰۰۹    | ۲۵ مارس ۲۰۲۱    | [ ۱۱۸ ] |
| ۱۱۸  | شوتا آرولادزه             | گرجستان                   | ۰٫۴۳               | ۲۶     | ۶۱   | ۲۳ فوریه ۱۹۹۴   | ۲۴ مارس ۲۰۰۷    | [ ۱۱۹ ] |
| ۱۱۸  | Kolbeinn Sigþórsson       | ایسلند                    | ۰٫۴۱               | ۲۶     | ۶۴   | ۲۱ مارس ۲۰۱۰    | ۴ ژوئن ۲۰۲۱     | [ ۱۲۰ ] |
| ۱۱۸  | ایدور گودیانسن            | ایسلند                    | ۰٫۳                | ۲۶     | ۸۸   | ۲۴ آوریل ۱۹۹۶   | ۶ ژوئن ۲۰۱۶     | [ ۱۲۱ ] |
| ۱۱۸  | جونگ ایل-گوان             | کرهٔ شمالی                 | ۰٫۳۴               | ۲۶     | ۷۶   | ۲۶ مارس ۲۰۱۱    | ۱۹ نوامبر ۲۰۱۹  | [ ۱۲۲ ] |
| ۱۱۸  | امانوئل اوکوی             | اوگاندا                   | ۰٫۳۲               | ۲۶     | ۸۲   | ۷ مارس ۲۰۰۹     | ۲۹ مارس ۲۰۲۱    | [ ۱۲۳ ] |
| ۱۱۸  | مارک همشیک                | اسلواکی                   | ۰٫۲                | ۲۶     | ۱۲۷  | ۷ فوریه ۲۰۰۷    | ۱۴ ژوئن ۲۰۲۱    | [ ۱۲۴ ] |
| ۱۲۳  | چن پو لیانگ               | تایوان                    | ۰٫۳۱               | ۲۵     | ۸۰   | ۲۲ فوریه ۲۰۰۶   | ۱۹ نوامبر ۲۰۱۹  | [ ۱۲۵ ] |
| ۱۲۳  | Marcelo Moreno            | بولیوی                    | ۰٫۳                | ۲۵     | ۸۳   | ۱۲ سپتامبر ۲۰۰۷ | ۸ ژوئن ۲۰۲۱     | [ ۱۲۶ ] |
| ۱۲۳  | مریشو نگاسا               | تانزانیا                  | ۰٫۲۵               | ۲۵     | ۱۰۰  | ۲۵ نوامبر ۲۰۰۶  | ۱۴ نوامبر ۲۰۱۵  | [ ۱۲۷ ] |
| ۱۲۳  | سیدو کیتا                 | مالی                      | ۰٫۲۵               | ۲۵     | ۱۰۲  | ۴ اکتبر ۱۹۹۸    | ۲۸ ژانویه ۲۰۱۵  | [ ۱۲۸ ] |
| ۱۲۷  | تیونوی تهو                | تاهیتی                    | ۰٫۷۷               | ۲۴     | ۳۱   | ۳ آوریل ۲۰۱۱    | ۱۸ ژوئیه ۲۰۱۹   | [ ۱۲۹ ] |
| ۱۲۷  | Keith Gumbs               | سنت کیتس و نویس           | ۰٫۵۹               | ۲۴     | ۴۱   | ۲ آوریل ۱۹۹۳    | ۱۵ نوامبر ۲۰۱۱  | [ ۱۳۰ ] |
| ۱۲۷  | جاناتان فانا              | دومینیکن                  | ۰٫۵۳               | ۲۴     | ۴۵   | ۲۹ سپتامبر ۲۰۰۶ | ۸ اکتبر ۲۰۱۶    | [ ۱۳۱ ] |
| ۱۲۷  | جروم راماتل هاکوان        | بوتسوانا                  | ۰٫۳۹               | ۲۴     | ۶۱   | ۱۵ نوامبر ۲۰۰۶  | ۱۸ آوریل ۲۰۱۸   | [ ۱۳۲ ] |
| ۱۲۷  | الیویر ماراکزی            | رواندا                    | ۰٫۳۴               | ۲۴     | ۷۰   | ۹ آوریل ۲۰۰۰    | ۱۶ ژوئن ۲۰۱۳    | [ ۱۳۳ ] |
| ۱۲۷  | استفان سسنیون             | بنین                      | ۰٫۲۹               | ۲۴     | ۸۳   | ۲۳ مه ۲۰۰۴      | ۱۷ نوامبر ۲۰۱۹  | [ ۱۳۴ ] |
| ۱۳۳  | برتراند کای               | کالدونیای جدید            | ۰٫۵۶               | ۲۳     | ۴۱   | ۱۴ ژوئن ۲۰۰۸    | ۱۵ ژوئیه ۲۰۱۹   | [ ۱۳۵ ] |
| ۱۳۳  | لواِلین ریلی               | باربادوس                  | ۰٫۵۳               | ۲۳     | ۴۳   | ۲۶ مارس ۱۹۹۵    | ۲۴ فوریه ۲۰۰۵   |         |
| ۱۳۵  | جیسون کانلیف              | گوآم                      | ۰٫۳۶               | ۲۲     | ۶۱   | ۳ آوریل ۲۰۰۶    | ۱۱ ژوئن ۲۰۲۱    | [ ۱۳۶ ] |
| ۱۳۵  | دواین دو روزاریو          | کانادا                    | ۰٫۲۷               | ۲۲     | ۸۱   | ۱۸ مه ۱۹۹۸      | ۱۹ ژانویه ۲۰۱۵  | [ ۱۳۷ ] |
| ۱۳۷  | خوان باررا                | نیکاراگوئه                | ۰٫۳۳               | ۲۱     | ۶۳   | ۲۲ ژانویه ۲۰۰۹  | ۸ ژوئن ۲۰۲۱     | [ ۱۳۸ ] |
| ۱۳۷  | حسن معتوق                 | لبنان                     | ۰٫۲۳               | ۲۱     | ۹۲   | ۲۷ ژانویه ۲۰۰۶  | ۲۹ مارس ۲۰۲۱    | [ ۱۳۹ ] |
| ۱۳۹  | شان گوتر                  | برمودا                    | ۰٫۹۱               | ۲۰     | ۲۲   | ۱۸ فوریه ۱۹۸۸   | ۱۳ ژوئن ۲۰۰۴    | [ ۱۴۰ ] |
| ۱۳۹  | ارل جین                   | سنت لوسیا                 | ۰٫۸۷               | ۲۰     | ۲۳   | ۲۷ مه ۱۹۹۰      | ۱۹ دسامبر ۲۰۰۴  | [ ۱۴۱ ] |
| ۱۳۹  | Hok Sochetra              | کامبوج                    | ۰٫۷۷               | ۲۰     | ۲۶   | ۱۰ دسامبر ۱۹۹۵  | ۱۹ دسامبر ۲۰۰۲  | [ ۱۴۲ ] |
| ۱۳۹  | ریچارد ایوای              | وانواتو                   | ۰٫۵۹               | ۲۰     | ۳۴   | ۱۱ آوریل ۲۰۰۰   | ۲۴ ژانویه ۲۰۱۱  | [ ۱۴۳ ] |
| ۱۳۹  | ماکسیم روماشچنکو          | بلاروس                    | ۰٫۳۲               | ۲۰     | ۶۳   | ۷ اوت ۱۹۹۸      | ۲۷ مه ۲۰۰۸      | [ ۱۴۴ ] |
| ۱۴۴  | منوچهر جلیلوف             | تاجیکستان                 | ۰٫۵                | ۱۹     | ۳۸   | ۲ سپتامبر ۲۰۱۱  | ۱۵ ژوئن ۲۰۲۱    | [ ۱۴۵ ] |
| ۱۴۴  | Julian Wade               | دومینیکا                  | ۰٫۴۶               | ۱۹     | ۴۱   | ۶ اکتبر ۲۰۱۰    | ۸ ژوئن ۲۰۲۱     | [ ۱۴۶ ] |
| ۱۴۴  | عبدالرزاق فیستون          | بوروندی                   | ۰٫۳۹               | ۱۹     | ۴۹   | ۲ دسامبر ۲۰۰۹   | ۱۵ نوامبر ۲۰۲۰  | [ ۱۴۷ ] |
| ۱۴۴  | توماس دانیلویکیوس         | لیتوانی                   | ۰٫۲۶               | ۱۹     | ۷۲   | ۱۴ اکتبر ۱۹۹۸   | ۱۲ اکتبر ۲۰۱۲   | [ ۱۴۸ ] |
| ۱۴۷  | هکتور راموس               | پورتوریکو                 | ۰٫۵                | ۱۸     | ۳۶   | ۴ اکتبر ۲۰۱۰    | ۲۴ مارس ۲۰۱۹    | [ ۱۴۹ ] |
| ۱۴۷  | Dieumerci Mbokani         | Congo DR                  | ۰٫۴۴               | ۱۸     | ۴۱   | ۱ ژوئیه ۲۰۰۵    | ۲۹ ژانویه ۲۰۱۷  | [ ۱۵۰ ] |
| ۱۴۷  | گرگوری ریچاردسون          | گویان                     | ۰٫۳۹               | ۱۸     | ۴۶   | ۲۸ ژوئیه ۲۰۰۲   | ۱۶ مارس ۲۰۱۹    | [ ۱۵۱ ] |
| ۱۴۷  | ویسای فافووانین           | لائوس                     | ۰٫۳۵               | ۱۸     | ۵۱   | ۱۸ دسامبر ۲۰۰۲  | ۶ مارس ۲۰۱۳     | [ ۱۵۲ ] |
| ۱۴۷  | ژرژ وه‌آ                   | لیبریا                    | ۰٫۲۴               | ۱۸     | ۷۵   | ۲۳ فوریه ۱۹۸۶   | ۱۱ سپتامبر ۲۰۱۸ | [ ۱۵۳ ] |
| ۱۴۷  | ارجون بوگدانی             | آلبانی                    | ۰٫۲۴               | ۱۸     | ۷۵   | ۲۴ آوریل ۱۹۹۶   | ۲۶ مارس ۲۰۱۳    | [ ۱۵۴ ] |
| ۱۵۴  | چن کیم سنگ                | ماکائو                    | ۰٫۵۹               | ۱۷     | ۲۹   | ۲ آوریل ۲۰۰۶    | ۱۷ مارس ۲۰۱۳    | [ ۱۵۵ ] |
| ۱۵۴  | Ashraf Uddin Ahmed Chunnu | بنگلادش                   | ۰٫۳۴               | ۱۷     | ۵۰   | ۱۹۷۵            | ۱۹۸۵            |         |
| ۱۵۴  | Daniel Imbert             | موریس                     | ۰٫۳۲               | ۱۷     | ۵۳   | ۲۱ مه ۱۹۷۲      | ۱۶ ژوئیه ۱۹۸۳   | [ ۱۵۶ ] |
| ۱۵۷  | لئون مارت                 | لوکزامبورگ                | ۰٫۶۷               | ۱۶     | ۲۴   | ۴ ژوئن ۱۹۳۳     | ۱۰ مارس ۱۹۴۶    | [ ۱۵۷ ] |
| ۱۵۷  | Wladimir Baýramow         | ترکمنستان                 | ۰٫۴۶               | ۱۶     | ۳۵   | ۱۲ فوریه ۲۰۰۰   | ۲۶ مارس ۲۰۱۳    | [ ۱۵۸ ] |
| ۱۵۷  | فهد عتال                  | فلسطین                    | ۰٫۴۴               | ۱۶     | ۳۶   | ۲ سپتامبر ۲۰۰۴  | ۲۸ ژوئن ۲۰۱۲    | [ ۱۵۹ ] |
| ۱۵۷  | ماریو فریک                | لیختن‌اشتاین               | ۰٫۱۳               | ۱۶     | ۱۲۵  | ۲۶ اکتبر ۱۹۹۳   | ۱۲ اکتبر ۲۰۱۵   | [ ۱۶۰ ] |
| ۱۶۱  | Vedat Muriqi              | کوزوو                     | ۰٫۵                | ۱۵     | ۳۰   | ۹ اکتبر ۲۰۱۶    | ۱ ژوئن ۲۰۲۱     | [ ۱۶۱ ] |
| ۱۶۱  | تیِوی بیفوما               | کنگو                      | ۰٫۴۵               | ۱۵     | ۳۳   | ۲ اوت ۲۰۱۴      | ۳۰ مارس ۲۰۲۱    | [ ۱۶۲ ] |
| ۱۶۱  | Héldon Ramos              | کیپ ورد                   | ۰٫۲۹               | ۱۵     | ۵۲   | ۱۱ اکتبر ۲۰۰۸   | ۱۳ نوامبر ۲۰۱۹  | [ ۱۶۳ ] |
| ۱۶۴  | فیلیپ زیالور              | سیشل                      | ۰٫۴۲               | ۱۴     | ۳۳   | ۱۱ اوت ۱۹۹۸     | ۲۰ اکتبر ۲۰۰۹   | [ ۱۶۴ ] |
| ۱۶۴  | استفانو رایسل             | سورینام                   | ۰٫۳۹               | ۱۴     | ۳۶   | ۱۱ سپتامبر ۲۰۱۰ | ۲۳ مارس ۲۰۱۹    | [ ۱۶۵ ] |
| ۱۶۴  | فلیکس بادنهورست           | اسواتینی                  | ۰٫۳۸               | ۱۴     | ۳۷   | ۲۳ مه ۲۰۰۸      | ۳۰ مارس ۲۰۲۱    | [ ۱۶۶ ] |
| ۱۶۴  | Ezechiel N'Douassel       | چاد                       | ۰٫۳۱               | ۱۴     | ۴۵   | ۸ فوریه ۲۰۰۵    | ۱۵ نوامبر ۲۰۲۰  | [ ۱۶۷ ] |
| ۱۶۴  | فانوا ایما آندریاتسیما    | ماداگاسکار                | ۰٫۳                | ۱۴     | ۴۷   | ۲۴ آوریل ۲۰۰۳   | ۱۶ نوامبر ۲۰۱۹  | [ ۱۶۸ ] |
| ۱۶۴  | Paulin Voavy              | ماداگاسکار                | ۰٫۲۵               | ۱۴     | ۵۷   | ۲۹ مارس ۲۰۰۳    | ۳۰ مارس ۲۰۲۱    | [ ۱۶۹ ] |
| ۱۶۴  | Mirlan Murzaev            | قرقیزستان                 | ۰٫۲۷               | ۱۴     | ۵۲   | ۲۸ مارس ۲۰۰۹    | ۱۵ ژوئن ۲۰۲۱    | [ ۱۷۰ ] |
| ۱۶۴  | قربان قربانف              | آذربایجان                 | ۰٫۲۱               | ۱۴     | ۶۸   | ۱۷ سپتامبر ۱۹۹۲ | ۷ سپتامبر ۲۰۰۵  | [ ۱۷۱ ] |
| ۱۷۱  | رجی دوانی                 | پاپوآ گینهٔ نو             | ۰٫۷۶               | ۱۳     | ۱۷   | ۱۲ مارس ۲۰۰۲    | ۶ ژوئن ۲۰۱۲     | [ ۱۷۲ ] |
| ۱۷۱  | نیراجان ریماجهی           | نپال                      | ۰٫۶۵               | ۱۳     | ۲۰   | ۱۲ فوریه ۲۰۰۰   | ۱۵ اکتبر ۲۰۰۸   | [ ۱۷۳ ] |
| ۱۷۱  | Hari Khadka               | نپال                      | ۰٫۳۲               | ۱۳     | ۴۱   | ۲۹ مارس ۱۹۹۵    | ۲ آوریل ۲۰۰۶    | [ ۱۷۴ ] |
| ۱۷۱  | لئاندرو باکونا            | کوراسائو                  | ۰٫۳۶               | ۱۳     | ۳۶   | ۲۳ مارس ۲۰۱۶    | ۱۲ ژوئن ۲۰۲۱    | [ ۱۷۵ ] |
| ۱۷۱  | رادالف بستر               | نامیبیا                   | ۰٫۲۸               | ۱۳     | ۴۶   | ۲۸ آوریل ۲۰۰۴   | ۱۰ سپتامبر ۲۰۱۴ | [ ۱۷۶ ] |
| ۱۷۱  | موسی مازو                 | نیجر                      | ۰٫۲۴               | ۱۳     | ۵۴   | ۲۱ نوامبر ۲۰۰۷  | ۲۶ مارس ۲۰۲۱    | [ ۱۷۷ ] |
| ۱۷۱  | رسلان بالتیوف             | قزاقستان                  | ۰٫۱۸               | ۱۳     | ۷۳   | ۲ سپتامبر ۱۹۹۷  | ۱۴ اکتبر ۲۰۰۹   | [ ۱۷۸ ] |
| ۱۷۷  | لی رامون                  | جزایر کیمن                | ۰٫۷۱               | ۱۲     | ۱۷   | ۱۰ مه ۱۹۹۱      | ۲۰۰۴            |         |
| ۱۷۷  | امیلیو انسوا              | گینه استوایی              | ۰٫۵                | ۱۲     | ۲۴   | ۲۴ مارس ۲۰۱۳    | ۲۵ مارس ۲۰۲۱    | [ ۱۷۹ ] |
| ۱۷۷  | Bessam                    | موریتانی                  | ۰٫۲۱               | ۱۲     | ۵۷   | ۲ مارس ۲۰۱۳     | ۳۰ مارس ۲۰۲۱    | [ ۱۸۰ ] |
| ۱۸۰  | محمد عیسی                 | پاکستان                   | ۰٫۳                | ۱۱     | ۳۷   | ۱۳ مه ۲۰۰۱      | ۸ دسامبر ۲۰۰۹   | [ ۱۸۱ ] |
| ۱۸۰  | سرجی کلس سنکو             | مولدووا                   | ۰٫۱۶               | ۱۱     | ۶۹   | ۲ ژوئیه ۱۹۹۱    | ۷ اکتبر ۲۰۰۶    | [ ۱۸۲ ] |
| ۱۸۰  | ایلدفونس لیما             | آندورا                    | ۰٫۰۸               | ۱۱     | ۱۳۰  | ۲۲ ژوئن ۱۹۹۷    | ۷ ژوئن ۲۰۲۱     | [ ۱۸۳ ] |
| ۱۸۳  | لسلی سنت فلور             | باهاما                    | ۰٫۴۳               | ۱۰     | ۲۳   | ۲ سپتامبر ۲۰۰۶  | ۵ ژوئن ۲۰۲۱     | [ ۱۸۴ ] |
| ۱۸۳  | ال فاردو بن نابوهان       | کومور                     | ۰٫۴                | ۱۰     | ۲۵   | ۵ مارس ۲۰۱۴     | ۲۵ مارس ۲۰۲۱    | [ ۱۸۵ ] |
| ۱۸۳  | Hilaire Momi              | آفریقای مرکزی             | ۰٫۳۲               | ۱۰     | ۳۱   | ۶ مارس ۲۰۰۷     | ۹ سپتامبر ۲۰۱۸  | [ ۱۸۶ ] |
| ۱۸۳  | چنچو گیلشن                | بوتان                     | ۰٫۲۷               | ۱۰     | ۳۷   | ۱۹ مارس ۲۰۱۱    | ۳ اکتبر ۲۰۱۹    | [ ۱۸۷ ] |
| ۱۸۳  | رگوی جاکوبسون             | جزایر فارو                | ۰٫۱۹               | ۱۰     | ۵۴   | ۱۸ اوت ۱۹۹۹     | ۱۴ اکتبر ۲۰۰۹   | [ ۱۸۸ ] |
| ۱۸۸  | Nando Có                  | گینه بیسائو               | ۱٫۵                | ۹      | ۶    | ۱۶ ژوئن ۱۹۹۶    | ۷ نوامبر ۲۰۰۱   | [ ۱۸۹ ] |
| ۱۸۸  | دزموند فایواسو            | ساموآ                     | ۰٫۴۵               | ۹      | ۲۰   | ۷ آوریل ۲۰۰۱    | ۵ ژوئن ۲۰۱۶     | [ ۱۹۰ ] |
| ۱۸۸  | Refiloe Potse             | لسوتو                     | ۰٫۳۹               | ۹      | ۲۳   | ۲۳ اوت ۱۹۹۸     | ۱ آوریل ۲۰۰۹    | [ ۱۹۱ ] |
| ۱۸۸  | بلال آرزو                 | افغانستان                 | ۰٫۳۵               | ۹      | ۲۶   | ۲۹ ژوئن ۲۰۱۱    | ۱۰ اکتبر ۲۰۱۷   | [ ۱۹۲ ] |
| ۱۸۸  | Faysal Shayesteh          | افغانستان                 | ۰٫۱۸               | ۹      | ۴۹   | ۱۳ آوریل ۲۰۱۴   | ۱۵ ژوئن ۲۰۲۱    | [ ۱۹۳ ] |
| ۱۹۲  | Billy Forbes              | جزایر تورکس و کایکوس      | ۰٫۵                | ۸      | ۱۶   | ۶ فوریه ۲۰۰۸    | ۵ ژوئن ۲۰۲۱     | [ ۱۹۴ ] |
| ۱۹۲  | Assan Ceesay              | گامبیا                    | ۰٫۴                | ۸      | ۲۰   | ۷ سپتامبر ۲۰۱۳  | ۱۱ ژوئن ۲۰۲۱    | [ ۱۹۵ ] |
| ۱۹۲  | محمد شاهرازن سعید         | برونئی                    | ۰٫۳۶               | ۸      | ۲۲   | ۱۹ اکتبر ۲۰۰۸   | ۱۱ ژوئن ۲۰۱۹    | [ ۱۹۶ ] |
| ۱۹۲  | نرنبولد نیام اوسور        | مغولستان                  | ۰٫۳۲               | ۸      | ۲۵   | ۲۳ ژوئیه ۲۰۱۴   | ۳۰ مارس ۲۰۲۱    | [ ۱۹۷ ] |
| ۱۹۲  | دونورووین لومبنگراو       | مغولستان                  | ۰٫۲۳               | ۸      | ۳۵   | ۲۹ فوریه ۲۰۰۰   | ۲۵ ژوئیه ۲۰۱۴   | [ ۱۹۸ ] |
| ۱۹۲  | Mohamed Kallon            | سیرالئون                  | ۰٫۲                | ۸      | ۴۰   | ۷ ژانویه ۱۹۹۵   | ۸ سپتامبر ۲۰۱۲  | [ ۱۹۹ ] |
| ۱۹۲  | اندی سلوا                 | سان مارینو                | ۰٫۱۱               | ۸      | ۷۳   | ۱۰ اکتبر ۱۹۹۸   | ۱۱ اکتبر ۲۰۱۶   | [ ۲۰۰ ] |
| ۱۹۸  | اونالوتو فیائو            | تونگا                     | ۰٫۴۱               | ۷      | ۱۷   | ۷ آوریل ۲۰۰۱    | ۱۲ دسامبر ۲۰۱۷  | [ ۲۰۱ ] |
| ۱۹۸  | Rufino Gama               | تیمور شرقی                | ۰٫۳۹               | ۷      | ۱۸   | ۲ ژوئن ۲۰۱۶     | ۱۱ ژوئن ۲۰۱۹    | [ ۲۰۲ ] |
| ۲۰۰  | Lyle Taylor               | مونتسرات                  | ۰٫۶                | ۶      | ۱۰   | ۲۷ مارس ۲۰۱۵    | ۸ ژوئن ۲۰۲۱     | [ ۲۰۳ ] |
| ۲۰۰  | Taylor Saghabi            | جزایر کوک                 | ۰٫۶                | ۶      | ۱۰   | ۲۷ اوت ۲۰۱۱     | ۴ سپتامبر ۲۰۱۵  | [ ۲۰۴ ] |
| ۲۰۰  | Mahdi Houssein Mahabeh    | جیبوتی                    | ۰٫۴۳               | ۶      | ۱۴   | ۳ ژوئن ۲۰۱۶     | ۱۵ دسامبر ۲۰۱۹  | [ ۲۰۵ ] |
| ۲۰۰  | Luís Leal                 | سائوتومه و پرنسیپ         | ۰٫۳۸               | ۶      | ۱۶   | ۱۶ ژوئن ۲۰۱۲    | ۱۶ نوامبر ۲۰۲۰  | [ ۲۰۶ ] |
| ۲۰۰  | James Moga                | سودان جنوبی               | ۰٫۳۳               | ۶      | ۱۸   | ۱۰ ژوئیه ۲۰۱۲   | ۲۲ ژوئیه ۲۰۱۷   | [ ۲۰۷ ] |
| ۲۰۰  | Ronald Gómez              | آروبا                     | ۰٫۲۷               | ۶      | ۲۲   | ۱۱ اوت ۲۰۰۲     | ۵ ژوئن ۲۰۲۱     | [ ۲۰۸ ] |
| ۲۰۶  | Richard O'Connor          | آنگویلا                   | ۱                  | ۵      | ۵    | ۲۵ فوریه ۲۰۰۰   | ۲۴ سپتامبر ۲۰۰۶ | [ ۲۰۹ ] |
| ۲۰۶  | Terrence Rogers           | آنگویلا                   | ۰٫۳۱               | ۵      | ۱۶   | ۲۵ فوریه ۲۰۰۰   | ۱۴ اکتبر ۲۰۱۲   | [ ۲۱۰ ] |
| ۲۰۶  | Girdon Connor             | آنگویلا                   | ۰٫۱۷               | ۵      | ۲۹   | ۲۵ فوریه ۲۰۰۰   | ۱۸ نوامبر ۲۰۱۸  | [ ۲۱۱ ] |
| ۲۰۶  | Berhane Aregai            | اریتره                    | ۰٫۴۵               | ۵      | ۱۱   | ۶ دسامبر ۲۰۰۲   | ۱۷ دسامبر ۲۰۰۷  | [ ۲۱۲ ] |
| ۲۰۶  | Yonas Fesehaye            | اریتره                    | ۰٫۲۶               | ۵      | ۱۹   | ۶ ژوئن ۱۹۹۹     | ۱۷ دسامبر ۲۰۰۷  | [ ۲۱۳ ] |
| ۲۰۶  | Yidnekachew Shimangus     | اریتره                    | ۰٫۲۳               | ۵      | ۲۲   | ۴ اکتبر ۱۹۹۸    | ۱۱ دسامبر ۲۰۰۷  | [ ۲۱۴ ] |
| ۲۰۶  | Avondale Williams         | جزایر ویرجین انگلستان     | ۰٫۳۳               | ۵      | ۱۵   | ۳۰ ژوئیه ۱۹۹۵   | ۵ سپتامبر ۲۰۱۲  | [ ۲۱۵ ] |
| ۲۰۹  | Abdullahi Sheikh Mohamed  | سومالی                    | ۰٫۵                | ۳      | ۶    | ۱۹ آوریل ۲۰۰۰   | ۲۹ نوامبر ۲۰۰۵  | [ ۲۱۶ ] |
| ۲۰۹  | Ramin Ott                 | ساموای آمریکا             | ۰٫۲                | ۳      | ۱۵   | ۱۰ مه ۲۰۰۴      | ۴ سپتامبر ۲۰۱۵  | [ ۲۱۷ ] |
| ۲۰۹  | Lee Casciaro              | جبل طارق                  | ۰٫۰۸               | ۳      | ۳۹   | ۷ سپتامبر ۲۰۱۴  | ۳۰ مارس ۲۰۲۱    | [ ۲۱۸ ] |
| ۲۱۲  | Kevin Sheppard            | جزایر ویرجین ایالات متحده | ۱                  | ۲      | ۲    | ۱۶ اوت ۲۰۰۲     | ۱۸ اوت ۲۰۰۲     | [ ۲۱۹ ] |
| ۲۱۲  | Reid Klopp                | جزایر ویرجین ایالات متحده | ۰٫۴                | ۲      | ۵    | ۳ ژوئیه ۲۰۱۱    | ۱۵ نوامبر ۲۰۱۱  | [ ۲۲۰ ] |
| ۲۱۲  | Trevor Wrensford          | جزایر ویرجین ایالات متحده | ۰٫۳۳               | ۲      | ۶    | ۲۶ مارس ۲۰۱۶    | ۵ سپتامبر ۲۰۱۹  | [ ۲۲۱ ] |
| ۲۱۲  | Bryce Pierre              | جزایر ویرجین ایالات متحده | ۰٫۲۵               | ۲      | ۸    | ۲۴ نوامبر ۲۰۰۴  | ۲۲ مارس ۲۰۱۹    | [ ۲۲۲ ] |
| ۲۱۲  | Jamie Browne              | جزایر ویرجین ایالات متحده | ۰٫۲۲               | ۲      | ۹    | ۲۷ سپتامبر ۲۰۰۶ | ۲۶ مارس ۲۰۱۶    | [ ۲۲۳ ] |
| ۲۱۲  | Aaron Dennis              | جزایر ویرجین ایالات متحده | ۰٫۲۲               | ۲      | ۹    | ۹ سپتامبر ۲۰۱۸  | ۱۹ نوامبر ۲۰۱۹  | [ ۲۲۴ ] |

## فهرست برترین گلزنان خارج از فیفا
تا ۷ اکتبر ۲۰۲۰
اینها برترین گلزنان کشورهایی هستند که عضو فیفا نیستند، اما عضو یکی از کنفدراسیون‌های وابسته به فیفا هستند.
بازیکنان پررنگ همچنان در سطح بین‌المللی فعال هستند. بازیکنان با حروف کج نیز رکورد بیشترین بازی ملی را برای کشور خود دارند.
| رتبه | بازیکن               | کشور                      | گل ملی | بازی | گل در بازی | اولین بازی     | آخرین بازی     | منبع    |
| ---- | -------------------- | ------------------------- | ------ | ---- | ---------- | -------------- | -------------- | ------- |
| ۱    | Kévin Parsemain      | مارتینیک                  | ۳۵     | ۵۶   | ۰٫۶۳       | ۱۱ اکتبر ۲۰۰۸  | ۹ ژوئن ۲۰۲۲    | [ ۲۲۵ ] |
| ۲    | Dominique Mocka      | جزیره گوادلوپ             | ۱۷     | ۳۸   | ۰٫۴۵       | ۷ ژوئیه ۲۰۰۲   | ۲۷ اکتبر ۲۰۱۲  | [ ۲۲۶ ] |
| ۳    | Gary Pigrée          | گویان فرانسه              | ۱۶     | ۲۰   | ۰٫۸        | ۲۱ مارس ۲۰۱۲   | ۲۹ مارس ۲۰۱۵   | [ ۲۲۷ ] |
| ۴    | Jean-Michel Fontaine | رئونیون                   | ۱۵     | ۲۶   | ۰٫۵۸       | ۱۲ ژوئن ۲۰۰۷   | ۲۸ ژوئیه ۲۰۱۹  | [ ۲۲۸ ] |
| ۵    | Gerwin Lake          | سنت مارتین                | ۷      | ۵    | ۱٫۴        | ۲۳ مارس ۲۰۱۹   | ۱۴ نوامبر ۲۰۱۹ | [ ۲۲۹ ] |
| ۵    | Alopua Petoa         | تووالو                    | ۷      | ۱۲   | ۰٫۵۸       | ۲۷ اوت ۲۰۱۱    | ۱۸ ژوئیه ۲۰۱۹  | [ ۲۳۰ ] |
| ۷    | Yurick Seinpaal      | بونیر                     | ۵      | ۱۲   | ۰٫۴۲       | ۱۴ نوامبر ۲۰۱۳ | ۹ سپتامبر ۲۰۱۹ | [ ۲۳۱ ] |
| ۷    | Khamis Mcha Khamis   | زنگبار                    | ۵      | ۱۸   | ۰٫۲۸       | ۹ دسامبر ۲۰۰۷  | ۲۷ نوامبر ۲۰۱۵ | [ ۲۳۲ ] |
| ۹    | Yannick Bellechasse  | تیم ملی فوتبال سنت مارتین | ۴      | ۱۴   | ۰٫۲۹       | ۷ سپتامبر ۲۰۱۲ | ۱۹ نوامبر ۲۰۱۹ | [ ۲۳۳ ] |
| ۱۰   | Kirk Schuler         | جزایر ماریانای شمالی      | ۳      | ۹    | ۰٫۳۳       | ۱۹ ژوئن ۲۰۱۰   | ۴ ژوئیه ۲۰۱۶   | [ ۲۳۴ ] |
| ۱۰   | Joe Wang Miller      | جزایر ماریانای شمالی      | ۳      | ۱۴   | ۰٫۲۱       | ۱۱ مارس ۲۰۰۹   | ۴ ژوئیه ۲۰۱۶   | [ ۲۳۵ ] |
| ۱۱   | Lawrence Nemeia      | کیریباتی                  | ۲      | ۳    | ۰٫۶۷       | ۳۰ ژوئن ۲۰۰۳   | ۷ ژوئیه ۲۰۰۳   | [ ۲۳۶ ] |

## یادداشت
1. ↑  Russia inherited the Soviet Union's records following the dissolution of the Soviet Union.
2. ↑  Lee Casciaro also scored at least 13 goals for Gibraltar prior to their acceptance as full UEFA members in 2013.